# Cosmoderes
Genre
Cosmoderes est un genre de coléoptères de la famille des Curculionidae, de la sous-famille des Scolytinae et de la tribu des Cryphalini.

## Liste des espèces
- Cosmoderes elegans Schedl, 1975
- Cosmoderes queenslandi (Schedl, 1938)
- Cosmoderes setistriatus (Lea, 1910)